# Dee Dee Rescher
Dee Dee Rescher es una actriz estadounidense, conocida por sus actuaciones de voz en películas y televisión.
Es hija del director de fotografía Gayne Rescher y la actriz Ottilie Kruger. Sus abuelos paternos fueron el director de fotografía Jay Rescher y la actriz de cine mudo Jean Tolley, y sus abuelos maternos fueron el actor Otto Kruger (relacionado con el presidente sudafricano Paul Kruger) y Sue MacManamy.

## Filmografía
- Captain Underpants: The First Epic Movie - Ms. Tara Ribble (2017)
- Star vs. the Forces of Evil - Margaret Skullnick (2015–2017)[2]
- Anger Management - Ellen (2014)
- Manhattan Love Story - Blanche (2014)
- ¡Buena suerte, Charlie! - Shirley (2011)
- Mafia II - Voces adicionales (2010)
- God of War: Ghost of Sparta (video game) - Thera (voice) (2010) (acreditada como Didi Rescher)
- My Name Is Earl - Mujer sin hogar (2009)
- Hellboy Animated: Blood and Iron - Voces adicionales (2007)
- W.I.T.C.H. - Professor Vargas (voz) (2006)
- The Buzz on Maggie - Nueva Maggie (voz) (2005)
- The Comeback - Donna Franklin (2005)
- Zatch Bell! - Voces adicionales (versión en inglés) (2005)
- Malcolm in the middle - Flora (2005)
- All Grown Up! - Voces adicionales (2005)
- JAG - Doris (2005)
- ¿Qué hay de nuevo, Scooby-Doo? - Sylvie (voz) (2003)
- Elise: Mere Mortal - Recepcionista (2002)
- Even Stevens - Babs Mendel (2002)
- Time Squad - Hermana Thornley (voz) (2001-2003)
- A Mother's Testimony - Claire (2001)
- Grosse Pointe - Gayla Nethercott (2001)
- Nothing But the Truth - Angie Fitzsimmons (2000)
- The King of Queens - Dorothy (1999–2001)
- Party of Five - Mindy (1999)
- Lost & Found - Sally (1999)
- California Myth - Enfermera Reilly (1999)
- It's Like, You Know... - Mrs. Beckworthy (1999)
- Recess - Voces adicionales (1998)
- Looking for Lola - Vecina (1998)
- I Am Weasel - Voces adicionales (1997-1999)
- Rugrats - Niña (1997)
- Cow and Chicken - Madre de Baboon (voz) (1997)
- El laboratorio de Dexter - Peltra (voz) (1997)
- Quack Pack - Army General Stetic (voice) (1996)
- Somethinh So Right - Bertha (1996)
- The Jamie Foxx Show - Mrs. Biacci (1996)
- Almost Perfect - Micki Schuster (1996)
- Friends - Record Producer (1996)
- Cybill - Mrs. Hartford (1996)
- ¡Oye Arnold! - Madre de Torvald (1996)
- The Grave - Voz de metal (1996)
- Siegfried & Roy: Masters of the Impossible - Voces adicionales (1996)
- Hope & Gloria - Roma (1995)
- University Hospital - Dorette Nicholson (1995)
- Lois & Clark - Mrs. Vale (1995)
- Entrenador - Naomi (1994)
- Duckman - Voces adicionales (1994)
- Dream On - Lauren (1994)
- The Nanny - Dotty (1993–1999)
- The Tower - Gretchen Wallace (1993)
- A Murderous Affair: The Carolyn Warmus Story - Linda Viana (1992)
- Sibs - Mary (1992)
- Howie and Rose - Rita Haber (1991)
- Roseanne - Karen (1990)
- Midnight Ride - Recepcionista (1990)
- Empty Nest - Dana (1989–1991)
- Just the Ten of Us - Mesera (1989)
- Do You Know the Muffin Man? - Helen Wells (1989)
- Skin Deep - Bernice Fedderman (1989)
- Communion - Mrs. Greenberg (1989)
- Night Court - Mandy (1987)
- Summer School - Mujer (1987)
- Roses Are for the Rich - Carrie (1987)
- Hunter - Desk Clerk (1987)
- Wanted: Dead or Alive - Mrs. Farnsworth (1987)
- My Sister Sam - Marilyn (1987)
- The Underachievers - Agente Femenino 1 (1987)
- Ferris Bueller's Day Off - Chofer de Autobús (1986)
- You Again? - Passerby (1986)
- Once Bitten - Laundromat Lady (1985)
- Heart of a Champion: The Ray Mancini Story - Reportera (1985)
- Wildside - Annie Oakley Falsa (1985)
- A Bunny's Tale - Hazel (1985)
- Simon & Simon - Doris (1984)
- Hotel - Jean Burke (1984)
- Airwolf - Mona Kahn (1984)
- Empire (1984)
- Remington Steele - Charlene (1983)
- Three's Company - Dee Dee, the Waitress (1983)
- Games Mother Never Taught You - Rita (1982)
- Madame's Place - Fatima (1982)
- The Scarlett O'Hara War - Phoebe (1980)
- Chico and the Man - Enfermera Patricia Villa (1976)
- Cousins (1976)
- Could This Be Love - Renee (1973)